# Lamellobates gyoergyi
Lamellobates gyoergyi är en kvalsterart som beskrevs av Balogh och Sandór Mahunka 1977. Lamellobates gyoergyi ingår i släktet Lamellobates och familjen Austrachipteriidae. Inga underarter finns listade i Catalogue of Life.